# Mikuláš Jordán

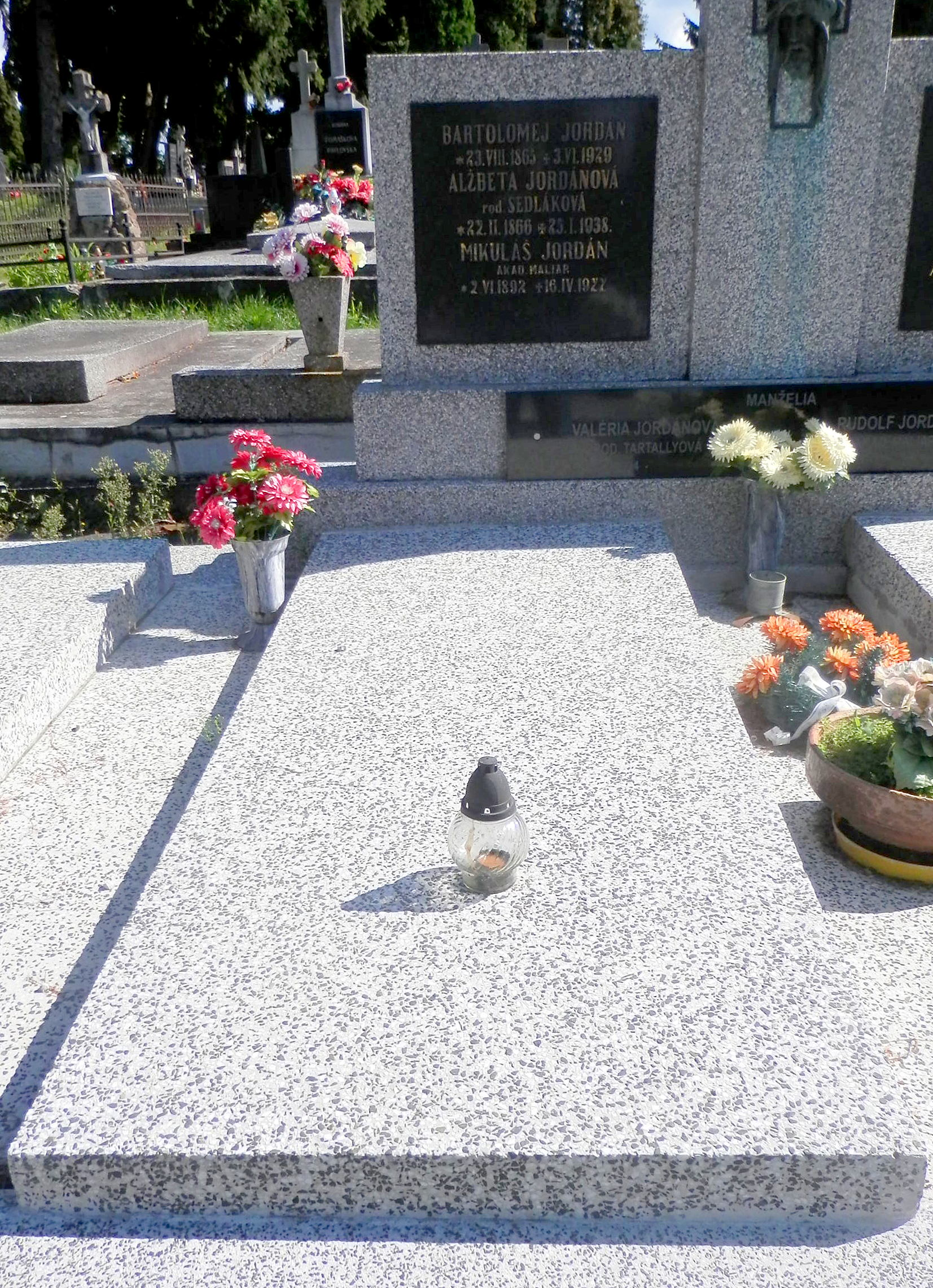
Tomba di Mikuláš Jordán e dei genitori al cimitero di Prešov.

Mikuláš Jordán (Prešov, 7 giugno 1892 – Prešov, 16 aprile 1977) è stato un pittore slovacco.

## Biografia
Nacque dal vasaio Bartolomej Jordán e da sua moglie Alžbeta, nata Sedláková. Acquisì le basi dell'educazione artistica dall'importante pittore all'aria aperta Pál Szinyei Merse a Jarovnice e le approfondì all'Accademia di Belle Arti di Budapest, sotto la guida di Eduard Ballo, ma non terminò gli studi a causa dello scoppio della Prima guerra mondiale. Nel suo servizio militare come ufficiale, ebbe a disposizione uno studio per dipingere nella caserma di Prešov.
Nel 1921 compì un viaggio di studio a Cracovia e a Varsavia. Nello stesso anno espose i suoi quadri in due mostre personali a Prešov. Nel 1924 si trasferì a Košice, come membro del gruppo di Kazinczy. Nel 1926 effettuò un soggiorno a Piešťany. Negli anni trenta tornò a interessarsi ai ritratti, che costituivano anche la sua principale fonte di sostentamento. Nel 1930 fu nominato pittore ufficiale dell'eparchia di Prešov e gli fu commissionata la serie di ritratti degli eparchi. Nel 1933 prese parte a una mostra collettiva a Budapest. Nel 1937 papa Pio XI gli conferì la Croce pro Benemerenti.
Negli anni 1937-1938 si diplomò in restauro e conservazione presso il Museo di Belle Arti di Budapest.
L'ambito creativo di Mikuláš Jordan è piuttosto ampio: spazia da ritratti, con cui esordì, alla pittura di genere, alle nature morte, alle composizioni a più figure, fino al paesaggio. Si dedicò anche  al restauro e all'organizzazione della vita artistica a Prešov. Dopo il ritorno a Prešov, il paesaggio dello Šariš divenne per lui visivamente ed emotivamente affascinante. Durante la sua lunga e proficua vita, creò una serie completa di paesaggi. Concluse la sua attività poco prima del compimento del suo 85º compleanno, venendo a morte il 16 aprile 1977. Nel 1973 fu il primo a ricevere il Premio Città di Prešov per la carriera artistica e per il restauro. È sepolto nel cimitero di Prešov.